# Bryce Cotton
Bryce Cotton (ur. 11 sierpnia 1992 w Tucson) – amerykański koszykarz, aktualnie zawodnik Perth Wildcats.
25 listopada 2015 podpisał umowę z zespołem Phoenix Suns. Uprzednio rozegrał 4 spotkania w barwach Austin Spurs (D-League), notując średnio 22 punkty przy 58,7% skuteczności z gry, 61,9% za 3 punkty i 91,3% rzutów wolnych. Został zwolniony 7 stycznia 2016 roku po rozegraniu trzech spotkań. 5 dni później powrócił w szeregi Austin Spurs. Po rozegraniu dwóch spotkań opuścił zespół 25 stycznia. 2 dni później związał się z chińskim zespołem  Xinjiang Flying Tigers. W trakcie 9 spotkań notował tam średnio 21,2 punktu, 3,2 zbiórki i 2,7 asysty.
1 kwietnia 2016 podpisał 10-dniową umowę z klubem Memphis Grizzlies.
3 kwietnia 2018 został zawodnikiem włoskiego Germani Basket Brescia. 5 czerwca podpisał kolejną umowę z australijskim Perth Wildcats, tym razem trzyletnią.

## Osiągnięcia
Stan na 29 lipca 2021, na podstawie, o ile nie zaznaczono inaczej.
NCAA
- Uczestnik turnieju NCAA (2014)
- Mistrz turnieju konferencji Big East (2014)
- MVP turnieju Big East (2014)[9]
- Zaliczony do:
  - I składu:
    - konferencji Big East (2014)
    - konferencji AAC (2013)
    - turnieju konferencji Big East (2014)

Drużynowe
- Mistrz Australii (2017)

Indywidualne
- MVP:
  - sezonu regularnego NBL (2018, 2020, 2021)
  - finałów australijskiej ligi NBL (2017, 2020)
- Zaliczony do:
  - I składu:
    - NBL (2018–2020)
    - debiutantów NBA D-League (2015)

  - II składu:
    - D-League (2015)
    - turnieju NBA D-League Showcase (2015)
- Uczestnik meczu gwiazd D-League (2015)
- Lider strzelców australijskiej ligi NBL (2017, 2019–2021)
- Zawodnik tygodnia (23.02.2015)